# Andrzej Szarmach
Andrzej Szarmach (Danzica, 10 maggio 1950) è un ex calciatore e allenatore di calcio polacco, di ruolo attaccante.

## Biografia
Nel 1974 sposò l'attuale moglie Małgorzata, da cui ha avuto due figli: Tomasz e Tamara. Fu ambasciatore dei campionati europei disputati in Polonia e Ucraina nel 2012. Nel 2017, in collaborazione con il giornalista sportivo Jacek Kurowski, ha pubblicato un libro intitolato Andrzej Szarmach. Il diavolo non è un angelo, distribuito in lingua polacca.

## Carriera

### Club

#### In Polonia
Iniziò la sua carriera nell'Arka Gdynia dove realizzò 41 gol in 72 presenze di campionato. Nel 1972 passò al Górnik Zabrze, campione uscente del campionato polacco. Con la squadra di Zabrze si confermò un ottimo attaccante, non riuscendo però a vincere alcun titolo (ottenne al massimo un 2º posto nella stagione 1973-74). Il 13 settembre 1972 fece anche il suo esordio in Coppa dei Campioni nella vittoria esterna per 0-5 contro i maltesi dello Sliema Wanderers. La prima realizzazione nella massima competizione europea arrivò nella partita di ritorno, 14 giorni dopo, ancora una volta un 5-0 (suoi il 3º e il 5º gol). Nell'estate del 1976 fu acquistato dallo Stal Mielec. Con i biancoblu mantenne la sua ottima media realizzativa realizzando 76 gol in 131 presenze di campionato (0,58 di reti a partita).

#### All'estero
Dal 1980 divenne un giocatore dell'Auxerre e, segnando ben 94 reti tra il 1980 e il 1985, divenne il giocatore più prolifico della storia del club (record che ancora detiene). Dopo un breve passaggio al Guingamp (due stagioni), Szarmach iniziò la sua carriera di allenatore al Clermont-Ferrand, mantenendo il doppio ruolo di allenatore-calciatore.

### Nazionale
Fu uno dei protagonisti del miglior periodo storico della nazionale della Polonia tra gli anni settanta e ottanta. Assieme a Grzegorz Lato (ala destra), Robert Gadocha (ala sinistra) e Kazimierz Deyna (a supporto), Szarmach guidò l'attacco dei polacchi al campionato del mondo 1974, sostituendo l'infortunato Włodzimierz Lubański. La squadra raggiunse il terzo posto e lui segnò 5 gol. Partecipò anche alla spedizione in Argentina al campionato del mondo 1978, realizzando una rete. Il terzo posto del 1974 venne bissato nel 1982. In questa edizione, Szarmach segnò il primo gol dei polacchi nella finale per il terzo posto.
Nel 1976 vinse l'argento ai giochi olimpici di Montréal assieme al titolo di capocannoniere con 6 reti, frutto di tre doppiette consecutive all'Iran, alla Nord Corea e al Brasile in semifinale.

### Allenatore
Dopo il doppio ruolo di giocatore e allenatore del Clermont, nel 1989 passò allo Châteauroux dove ricoprì per la prima volta la sola funzione di allenatore del club. Dopo due anni di permanenza in Championnat National, fu ingaggiato dall'Angoulême rimanendo così nei campionati minori del calcio francese. La permanenza nel club però fu più lunga e si concluse solo dopo 4 stagioni, nel 1995. Dopo poco più di un anno di inattività, tornò in Polonia, il suo Paese natio, diventando l'allenatore dello Zagłębie Lubin. Per la prima volta era nella massima serie di un campionato da allenatore, ma la stagione non fu esaltante e si concluse con un mediocre 13º posto. Si concluse così la sua esperienza a Lubin e tornò quindi nuovamente in Francia per allenare gli amatoriali dell'Aurillac Arpajon. Nel 2001, visti anche gli evidenti risultati non in linea con la sua ottima carriera da calciatore, smise con il ruolo di allenatore.

## Statistiche

### Cronologia presenze e reti in nazionale
| Cronologia completa delle presenze e delle reti in nazionale ― Polonia | Cronologia completa delle presenze e delle reti in nazionale ― Polonia | Cronologia completa delle presenze e delle reti in nazionale ― Polonia | Cronologia completa delle presenze e delle reti in nazionale ― Polonia | Cronologia completa delle presenze e delle reti in nazionale ― Polonia | Cronologia completa delle presenze e delle reti in nazionale ― Polonia | Cronologia completa delle presenze e delle reti in nazionale ― Polonia | Cronologia completa delle presenze e delle reti in nazionale ― Polonia |
| Data                                                                   | Città                                                                  | In casa                                                                | Risultato                                                              | Ospiti                                                                 | Competizione                                                           | Reti                                                                   | Note                                                                   |
| ---------------------------------------------------------------------- | ---------------------------------------------------------------------- | ---------------------------------------------------------------------- | ---------------------------------------------------------------------- | ---------------------------------------------------------------------- | ---------------------------------------------------------------------- | ---------------------------------------------------------------------- | ---------------------------------------------------------------------- |
| 1-8-1973                                                               | Toronto                                                                | Canada                                                                 | 1 – 3                                                                  | Polonia                                                                | Amichevole                                                             | -                                                                      |                                                                        |
| 5-8-1973                                                               | Los Angeles                                                            | Polonia                                                                | 1 – 0                                                                  | Messico                                                                | Amichevole                                                             | -                                                                      |                                                                        |
| 10-8-1973                                                              | San Francisco                                                          | Stati Uniti                                                            | 0 – 4                                                                  | Polonia                                                                | Amichevole                                                             | 1                                                                      |                                                                        |
| 12-8-1973                                                              | New Britain                                                            | Stati Uniti                                                            | 1 – 0                                                                  | Polonia                                                                | Amichevole                                                             | -                                                                      |                                                                        |
| 19-8-1973                                                              | Varna                                                                  | Bulgaria                                                               | 0 – 2                                                                  | Polonia                                                                | Amichevole                                                             | -                                                                      | 80’                                                                    |
| 13-4-1974                                                              | Port-au-Prince                                                         | Haiti                                                                  | 2 – 1                                                                  | Polonia                                                                | Amichevole                                                             | 1                                                                      | 75’                                                                    |
| 15-4-1974                                                              | Port-au-Prince                                                         | Haiti                                                                  | 1 – 3                                                                  | Polonia                                                                | Amichevole                                                             | 2                                                                      | 76’                                                                    |
| 15-6-1974                                                              | Stoccarda                                                              | Polonia                                                                | 3 – 2                                                                  | Argentina                                                              | Mondiali 1974 - 1º turno                                               | 1                                                                      | 70’                                                                    |
| 19-6-1974                                                              | Monaco di Baviera                                                      | Haiti                                                                  | 0 – 7                                                                  | Polonia                                                                | Mondiali 1974 - 1º turno                                               | 3                                                                      |                                                                        |
| 23-6-1974                                                              | Stoccarda                                                              | Polonia                                                                | 2 – 1                                                                  | Italia                                                                 | Mondiali 1974 - 1º turno                                               | 1                                                                      | 78’                                                                    |
| 26-6-1974                                                              | Stoccarda                                                              | Svezia                                                                 | 0 – 1                                                                  | Polonia                                                                | Mondiali 1974 - 2º turno                                               | -                                                                      | 44’ - 60’                                                              |
| 30-6-1974                                                              | Francoforte                                                            | Polonia                                                                | 2 – 1                                                                  | Jugoslavia                                                             | Mondiali 1974 - 2º turno                                               | -                                                                      | 57’                                                                    |
| 6-7-1974                                                               | Monaco di Baviera                                                      | Brasile                                                                | 0 – 1                                                                  | Polonia                                                                | Mondiali 1974 - Finale 3º posto                                        | -                                                                      | 75’ ·                                                                  |
| 1-9-1974                                                               | Helsinki                                                               | Finlandia                                                              | 1 – 2                                                                  | Polonia                                                                | Qual. Euro 1976                                                        | 1                                                                      |                                                                        |
| 4-9-1974                                                               | Varsavia                                                               | Polonia                                                                | 1 – 3                                                                  | Germania Est                                                           | Amichevole                                                             | -                                                                      | 73’                                                                    |
| 9-10-1974                                                              | Poznań                                                                 | Polonia                                                                | 3 – 0                                                                  | Finlandia                                                              | Qual. Euro 1976                                                        | -                                                                      |                                                                        |
| 31-10-1974                                                             | Varsavia                                                               | Polonia                                                                | 2 – 0                                                                  | Canada                                                                 | Amichevole                                                             | -                                                                      | Cap. 46’                                                               |
| 13-11-1974                                                             | Praga                                                                  | Cecoslovacchia                                                         | 2 – 2                                                                  | Polonia                                                                | Amichevole                                                             | 1                                                                      |                                                                        |
| 26-3-1975                                                              | Poznań                                                                 | Polonia                                                                | 7 – 0                                                                  | Stati Uniti                                                            | Amichevole                                                             | 2                                                                      |                                                                        |
| 19-4-1975                                                              | Roma                                                                   | Italia                                                                 | 0 – 0                                                                  | Polonia                                                                | Qual. Euro 1976                                                        | -                                                                      |                                                                        |
| 28-5-1975                                                              | Halle                                                                  | Germania Est                                                           | 1 – 2                                                                  | Polonia                                                                | Amichevole                                                             | -                                                                      | 46’                                                                    |
| 24-6-1975                                                              | Seattle                                                                | Stati Uniti                                                            | 0 – 4                                                                  | Polonia                                                                | Amichevole                                                             | 1                                                                      |                                                                        |
| 6-7-1975                                                               | Montréal                                                               | Canada                                                                 | 1 – 8                                                                  | Polonia                                                                | Amichevole                                                             | 1                                                                      | 46’                                                                    |
| 9-7-1975                                                               | Toronto                                                                | Canada                                                                 | 1 – 4                                                                  | Polonia                                                                | Amichevole                                                             | 2                                                                      |                                                                        |
| 10-9-1975                                                              | Varsavia                                                               | Polonia                                                                | 4 – 1                                                                  | Paesi Bassi                                                            | Qual. Euro 1976                                                        | 2                                                                      |                                                                        |
| 8-10-1975                                                              | Łódź                                                                   | Polonia                                                                | 4 – 2                                                                  | Ungheria                                                               | Amichevole                                                             | -                                                                      |                                                                        |
| 15-10-1975                                                             | Amsterdam                                                              | Paesi Bassi                                                            | 3 – 0                                                                  | Polonia                                                                | Qual. Euro 1976                                                        | -                                                                      |                                                                        |
| 26-10-1975                                                             | Varsavia                                                               | Polonia                                                                | 0 – 0                                                                  | Italia                                                                 | Qual. Euro 1976                                                        | -                                                                      |                                                                        |
| 24-3-1976                                                              | Chorzów                                                                | Polonia                                                                | 1 – 2                                                                  | Argentina                                                              | Amichevole                                                             | -                                                                      |                                                                        |
| 24-4-1976                                                              | Lens                                                                   | Francia                                                                | 2 – 0                                                                  | Polonia                                                                | Amichevole                                                             | -                                                                      |                                                                        |
| 18-7-1976                                                              | Ottawa                                                                 | Polonia                                                                | 0 – 0                                                                  | Cuba                                                                   | Olimpiadi 1976 - 1º turno                                              | -                                                                      |                                                                        |
| 22-7-1976                                                              | Montréal                                                               | Iran                                                                   | 2 – 3                                                                  | Polonia                                                                | Olimpiadi 1976 - 1º turno                                              | 2                                                                      |                                                                        |
| 25-7-1976                                                              | Montréal                                                               | Polonia                                                                | 5 – 0                                                                  | Corea del Nord                                                         | Olimpiadi 1976 - Quarti di finale                                      | 2                                                                      | 1’                                                                     |
| 27-7-1976                                                              | Toronto                                                                | Polonia                                                                | 2 – 0                                                                  | Brasile                                                                | Olimpiadi 1976 - Semifinale                                            | 2                                                                      |                                                                        |
| 31-7-1976                                                              | Montréal                                                               | Germania Est                                                           | 3 – 1                                                                  | Polonia                                                                | Olimpiadi 1976 - Finale                                                | -                                                                      |                                                                        |
| 16-10-1976                                                             | Porto                                                                  | Portogallo                                                             | 0 – 2                                                                  | Polonia                                                                | Qual. Mondiali 1978                                                    | -                                                                      |                                                                        |
| 31-10-1976                                                             | Varsavia                                                               | Polonia                                                                | 5 – 0                                                                  | Cipro                                                                  | Qual. Mondiali 1978                                                    | 1                                                                      |                                                                        |
| 24-4-1977                                                              | Dublino                                                                | Irlanda                                                                | 0 – 0                                                                  | Polonia                                                                | Amichevole                                                             | -                                                                      |                                                                        |
| 1-5-1977                                                               | Copenaghen                                                             | Danimarca                                                              | 1 – 2                                                                  | Polonia                                                                | Qual. Mondiali 1978                                                    | -                                                                      |                                                                        |
| 15-5-1977                                                              | Limassol                                                               | Cipro                                                                  | 1 – 3                                                                  | Polonia                                                                | Qual. Mondiali 1978                                                    | -                                                                      |                                                                        |
| 29-5-1977                                                              | Buenos Aires                                                           | Argentina                                                              | 3 – 1                                                                  | Polonia                                                                | Amichevole                                                             | -                                                                      |                                                                        |
| 10-6-1977                                                              | Lima                                                                   | Perù                                                                   | 1 – 3                                                                  | Polonia                                                                | Amichevole                                                             | 1                                                                      | 73’                                                                    |
| 19-6-1977                                                              | San Paolo                                                              | Brasile                                                                | 3 – 1                                                                  | Polonia                                                                | Amichevole                                                             | -                                                                      | 46’                                                                    |
| 21-9-1977                                                              | Chorzów                                                                | Polonia                                                                | 4 – 1                                                                  | Danimarca                                                              | Qual. Mondiali 1978                                                    | 1                                                                      |                                                                        |
| 29-10-1977                                                             | Chorzów                                                                | Polonia                                                                | 1 – 1                                                                  | Portogallo                                                             | Qual. Mondiali 1978                                                    | -                                                                      |                                                                        |
| 22-3-1978                                                              | Lussemburgo                                                            | Lussemburgo                                                            | 1 – 3                                                                  | Polonia                                                                | Amichevole                                                             | 2                                                                      |                                                                        |
| 5-4-1978                                                               | Poznań                                                                 | Polonia                                                                | 5 – 2                                                                  | Grecia                                                                 | Amichevole                                                             | -                                                                      | 69’                                                                    |
| 12-4-1978                                                              | Łódź                                                                   | Polonia                                                                | 3 – 0                                                                  | Irlanda                                                                | Amichevole                                                             | -                                                                      |                                                                        |
| 26-4-1978                                                              | Varsavia                                                               | Polonia                                                                | 1 – 0                                                                  | Bulgaria                                                               | Amichevole                                                             | -                                                                      | 50’                                                                    |
| 1-6-1978                                                               | Buenos Aires                                                           | Germania Ovest                                                         | 0 – 0                                                                  | Polonia                                                                | Mondiali 1978 - 1º turno                                               | -                                                                      |                                                                        |
| 6-6-1978                                                               | Rosario                                                                | Polonia                                                                | 1 – 0                                                                  | Tunisia                                                                | Mondiali 1978 - 1º turno                                               | -                                                                      | 59’                                                                    |
| 14-6-1978                                                              | Rosario                                                                | Argentina                                                              | 2 – 0                                                                  | Polonia                                                                | Mondiali 1978 - 2º turno                                               | -                                                                      |                                                                        |
| 18-6-1978                                                              | Mendoza                                                                | Perù                                                                   | 0 – 1                                                                  | Polonia                                                                | Mondiali 1978 - 2º turno                                               | 1                                                                      |                                                                        |
| 21-6-1978                                                              | Buenos Aires                                                           | Polonia                                                                | 1 – 3                                                                  | Brasile                                                                | Mondiali 1978 - 2º turno                                               | -                                                                      |                                                                        |
| 19-4-1980                                                              | Torino                                                                 | Italia                                                                 | 2 – 2                                                                  | Polonia                                                                | Amichevole                                                             | 1                                                                      |                                                                        |
| 26-4-1980                                                              | Borovo                                                                 | Jugoslavia                                                             | 2 – 1                                                                  | Polonia                                                                | Amichevole                                                             | -                                                                      |                                                                        |
| 13-5-1980                                                              | Francoforte sul Meno                                                   | Germania Ovest                                                         | 3 – 1                                                                  | Polonia                                                                | Amichevole                                                             | -                                                                      | 46’                                                                    |
| 2-5-1981                                                               | Varsavia                                                               | Polonia                                                                | 1 – 0                                                                  | Germania Est                                                           | Qual. Mondiali 1982                                                    | -                                                                      |                                                                        |
| 10-10-1981                                                             | Lipsia                                                                 | Germania Est                                                           | 2 – 3                                                                  | Polonia                                                                | Qual. Mondiali 1982                                                    | 1                                                                      | 9’                                                                     |
| 19-6-1982                                                              | La Coruña                                                              | Polonia                                                                | 0 – 0                                                                  | Camerun                                                                | Mondiali 1982 - 1º turno                                               | -                                                                      | 25’                                                                    |
| 10-7-1982                                                              | Alicante                                                               | Polonia                                                                | 3 – 2                                                                  | Francia                                                                | Mondiali 1982 - Finale 3º posto                                        | 1                                                                      | [ 4 ]                                                                  |
| Totale                                                                 |                                                                        | Presenze                                                               | 61                                                                     |                                                                        | Reti (6º posto)                                                        | 32                                                                     |                                                                        |

## Palmarès

### Giocatore

#### Nazionale
- Argento olimpico: 1

Montréal 1976

#### Individuale
- Capocannoniere dei Giochi olimpici: 1

Montréal 1976 (6 gol)